# Barra Panhard

Disegno della Barra Panhard (in rosso)

La barra Panhard (così chiamata in quanto utilizzata per la prima volta nelle vetture Panhard dell'inizio del XX secolo) è un componente delle sospensioni per autovetture.

## Scopo e funzionamento

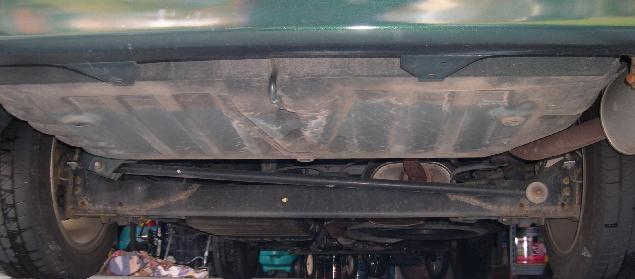
Barra Panhard

Nello schema di sospensione con assale rigido, particolarmente quando l'organo elastico non dispone di adeguata rigidezza trasversale, la barra Panhard ha lo scopo di ancorare le "masse non sospese della sospensione" (cioè tutti gli organi meccanici direttamente connessi alle ruote rappresentati in questo caso dall'assale rigido) al telaio ed evitare quindi spostamenti trasversali indotti dagli scuotimenti che le ruote ricevono durante la marcia del veicolo, garantendone la stabilità e la tenuta di strada.
L'ancoraggio avviene collegando attraverso la barra un punto ad un'estremità dell'assale con un punto all'estremità opposta del telaio, cercando di conferire alla barra la lunghezza massima possibile, per ridurre al minimo gli spostamenti trasversali che essa inevitabilmente introduce.
La barra non offre alcuna resistenza all'escursione verticale della sospensione e quindi non influenza il comfort, ma rappresenta invece un collegamento rigido nei confronti delle forze trasversali che agiscono sull'assale. Ha come conseguenza indesiderata l'introduzione di una piccola variazione trasversale dovuta al fatto che avendo il fulcro nel telaio, durante lo scuotimento questo disegna un arco di cerchio (avente raggio di curvatura la lunghezza della barra stessa) e non una retta.
Veniva utilizzata in particolar modo nelle sospensioni ad assale rigido che prevedevano come elemento elastico le "molle elicoidali", che non possiedono adeguata rigidezza, ma si possono trovare casi in cui la barra sia stata utilizzata anche in presenza di "balestre semiellittiche" che possiedono normalmente una loro resistenza trasversale e quindi di solito vengono impiegate da sole senza l'utilizzo di ulteriori ancoraggi; un esempio storico di barra Panhard usata con le balestre è rappresentato dalla Lancia "Fulvia Coupé", degli anni sessanta. Esempi del passato invece di barra Panhard usata con molle elicoidali sono: Fiat 124, Fiat 131, Ford Taunus, Land Rover Range Rover (quest'ultima sia all'anteriore che al posteriore).

## Storia
La barra Panhard ha conosciuto, nei tempi moderni, un periodo di grande diffusione durante l'utilizzo (anni sessanta - ottanta) delle sospensioni posteriori ad assale rigido ed è gradualmente scomparsa quando le vetture hanno iniziato ad adottare, anche posteriormente, sospensioni indipendenti. È comunque rimasta in molte realizzazioni commerciali in quanto è di notevole robustezza e non richiede manutenzione. Nella progettazione di vetture fuoristrada viene utilizzata con moderazione in quanto limita un po' l'escursione delle sospensioni, facendo prediligere o quelle indipendenti oppure le balestre semiellittiche che non hanno necessità di ancoraggi trasversali.

## Evoluzione e realizzazioni particolari

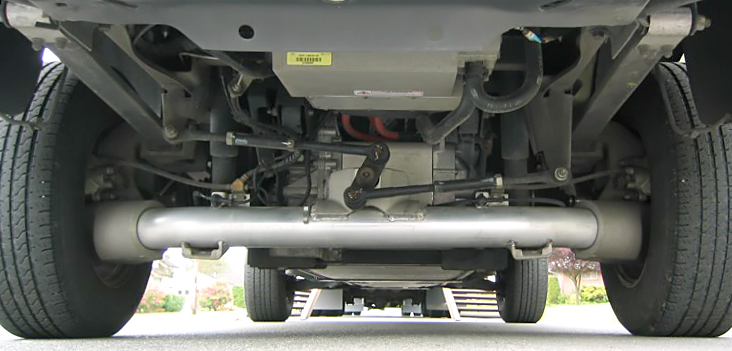
Parallelogramma di Watt

Disegno del Parallelogramma di Watt (in rosso)

Nelle vetture più prestigiose oppure in quelle vetture dove si desiderava un comportamento stradale più performante, si è ricorsi, anche qui prima dell'avvento delle sospensioni indipendenti, a realizzazioni che miravano ad ottenere lo scopo della barra, cioè l'ancoraggio trasversale, senza introdurre spostamenti trasversali durante gli scuotimenti; questo si otteneva con il montaggio della barra stessa in posizione obliqua, in modo che lo spostamento trasversale venisse compensato da uno spostamento longitudinale facendo sì che lo spostamento trasversale risultante fosse nullo: esempi di tale tecnica furono le Audi 80 e 100 degli anni ottanta che adottavano al posteriore un assale rigido con molle elicoidali. Le vetture così equipaggiate avevano un comportamento stradale più preciso.
Evoluzioni di questo organo sono state l'ancoraggio a "bilanciere" (Alfa Romeo Giulia del 1962) e il Parallelogramma di Watt (Alfa Romeo Alfetta del 1972 abbinato al Ponte de Dion), utilizzati nelle vetture con alte prestazioni per assicurare una tenuta di strada sicura; infatti tali sistemi garantiscono la rigidezza trasversale senza introdurre spostamenti durante gli scuotimenti verticali.